# John Sutton (Schauspieler)
John Sutton (* 22. Oktober 1908 in Rawalpindi, Punjab, Pakistan; † 10. Juli 1963 in Cannes, Frankreich) war ein britischer Schauspieler.

## Leben
Sutton wurde in der damaligen britischen Kronkolonie Britisch-Indien geboren. Nach seinem Schulabschluss bereiste er die britischen Kolonien sowie China und die Philippinen. Mitte der 1930er Jahre wurde zunächst als Berater für Kolonialfilme in Hollywood engagiert. Eine seiner ersten Filmrollen hatte er in Der Letzte der Mohikaner, einer Schwarzweißverfilmung des Lederstrumpf-Romans von James Fenimore Cooper. In den nachfolgenden Jahren spielte er zunächst vor allem kleinere und im Filmabspann ungenannte Rollen, schließlich wurden seine Rollenangebote aber stetig besser.
Seine Rollen wurden zunehmend größer, während des Zweiten Weltkrieges hatte er sogar einige Spielfilm-Hauptrollen in Filmen wie Tonight We Raid Calais (1943). Entsprechend seiner britischen Herkunft spielte Sutton auch in Hollywood vorrangig Briten, etwa britische Soldaten in einigen Weltkriegsfilmen oder Dr. Rivers in der Literaturverfilmung Jane Eyre (1943) Nach Nebenrollen in Die drei Musketiere neben Gene Kelly und Vincent Price sowie im Monumentalfilm David und Bathseba neben Gregory Peck und Susan Hayward trat er in den 1950er Jahren zunehmend in Fernsehproduktionen auf. Einen seiner letzten Filmauftritte hatte er 1961 in Burt Kennedys Western Die rote Schwadron.
Im Juli 1963 erlag er in Cannes im Alter von 54 Jahren einem Herzinfarkt.

## Filmografie (Auswahl)
- 1936: The House of a Thousand Candles
- 1936: Eine Prinzessin für Amerika (The Princess Comes Across)
- 1936: Der Letzte der Mohikaner (The Last of the Mohicans)
- 1937: Bulldog Drummond – Die Rache der schwarzen Witwe (Bulldog Drummond Comes Back)
- 1937: Scotland Yard greift ein! (Bulldog Drummond’s Revenge)
- 1938: Der Freibeuter von Louisiana (The Buccaneer)
- 1938: Mad About Music
- 1938: Madame haben geläutet? (Fools for Scandal)
- 1938: Vier Mann – ein Schwur (Four Men and a Prayer)
- 1938: Robin Hood – König der Vagabunden (The Adventures of Robin Hood)
- 1938: Entführt (Kidnapped)
- 1938: Der weiße Tiger (Booloo)
- 1938: Scotland Yard erlässt Haftbefehl (Arrest Bulldog Drummond)
- 1939: Sons of Liberty (Kurzfilm)
- 1939: Fräulein Winnetou (Susannah of the Mounties)
- 1939: Bulldog Drummond: Hochzeit mit Knall auf Fall (Bulldog Drummond’s Bride)
- 1939: Günstling einer Königin (The Private Lives of Elizabeth and Essex)
- 1939: Der Henker von London (Tower of London)
- 1940: Der Unsichtbare kehrt zurück (The Invisible Man Returns)
- 1940: Der Herr der sieben Meere (The Sea Hawk)
- 1940: Charlie Chan: Mord über New York (Murder Over New York)
- 1941: A Yank in the R.A.F.
- 1942: Die Königin vom Broadway (My Gal Sal)
- 1942: 10 Leutnants von West-Point (Ten Gentlemen from West Point)
- 1943: Die Waise von Lowood (Jane Eyre)
- 1944: The Hour Before the Dawn
- 1946: Claudia and David
- 1947: Der Hauptmann von Kastilien (Captain from Castile)
- 1948: Abenteuer auf Sizilien (Adventures of Casanova)
- 1948: Fräulein Wildfang (Mickey)
- 1948: Die drei Musketiere (The Three Musketeers)
- 1949: Lady Windermeres Fächer (The Fan)
- 1949: Die schwarzen Teufel von Bagdad (Bagdad)
- 1951: Die Ehrgeizige (Payment on Demand)
- 1951: David und Bathseba (David and Bathsheba)
- 1952: Der Fall Cicero (5 Fingers) (Stimme)
- 1952: Abu Andar, Held von Damaskus (Thief of Damascus)
- 1952: Die Frau mit der eisernen Maske (Lady in the Iron Mask)
- 1952: Die schwarze Isabell (Captain Pirate)
- 1952: Lady Rotkopf (The Golden Hawk)
- 1952: Meine Cousine Rachel (My Cousin Rachel)
- 1953: Gefangene des Dschungels (East of Sumatra)
- 1956: König der Hochstapler (Death of a Scoundrel)
- 1959: Die Rückkehr der Fliege (Return of the Fly)
- 1959: Das Biest (The Bat)
- 1959: Die Krone des Lebens (Beloved Infidel)
- 1959: 77 Sunset Strip (Fernsehserie, Folge 2x12)
- 1959–1960: Walt Disneys bunte Welt (Disney's Wonderful World of Color, Fernsehserie, 6 Folgen)
- 1959–1960: Menschen im Weltraum (Men Into Space, Fernsehserie, 2 Folgen)
- 1961: Die rote Schwadron (The Canadians)
- 1961: Tausend Meilen Staub (Rawhide, Fernsehserie, Folge 4x11)
- 1961: Perry Mason (Fernsehserie, Folge 5x13)
- 1963: Shadow of Fear